# Vickie Zummo
Vickie Zummo (ur. 21 listopada 1977) – amerykańska zapaśniczka. Brązowa medalistka mistrzostw świata w 1995 i siódma w 1994. Trzecia w mistrzostwach panamerykańskich w 1997 roku.